# إسحاق إي. هولمز
إسحاق إي. هولمز (بالإنجليزية: Isaac E. Holmes)‏ هو محامي وسياسي أمريكي، ولد في 6 أبريل 1796 في الولايات المتحدة، وتوفي في 24 فبراير 1867 في الولايات المتحدة. حزبياً، نشط في الحزب الديمقراطي. وقد انتخب عضو مجلس نواب كارولاينا الجنوبية وانتخب عضو مجلس النواب الأمريكي.